# Robert Alexis
Robert Alexis, né le 20 septembre 1956, est un écrivain français. Particulièrement secret, l'on ne connaît que peu de choses de lui sinon qu'il vit à Lyon, qu'il fut l'élève du philosophe François Dagognet et qu'il apprécie la discrétion de l'auteur du Trésor de la Sierra Madre, l'écrivain allemand B. Traven.

## Œuvre
Les romans de Robert Alexis font voler en éclats toutes les figures du conformisme. Explorateur acharné de la complexité de l'identité, ses personnages sont soumis aux forces brutes du désir, seuls moyens de libération du "Moi". Le corps est le champ de l'expérience, traversant perversions et transgressions, l'identité se révèle multiple.
Une littérature du paradoxe qui use du processus mental de déconstruction des certitudes acquises avec « des mots qui entrent dans la chair de l'univers ».
Il y a chez l'auteur, comme chez Novalis « Le monde doit être tel que je le veux... », un refus du monde tel qu'il paraît, un refus de la condition humaine et des normes qui mutilent l'être.
Dans toute l’œuvre, jalonnées de citations ou d'allusions, rien n'est anodin. Tout incite à « apprendre à changer de point de vue ».
Dans La Robe : il y a le sexologue Magnus Herschfeld quant aux déviances dites contre nature[pas clair].
Dans La Véranda : Hofmannsthal dont le narrateur recherche les poèmes et le lien d'ombre, la notion que l'âme préexiste au corps.
Dans Flowerbone : l'épigraphe de Diderot sur l'interprétation de la nature, un vers de John Donne, posent l'interrogation sur le changement de l'évolution.
Plus tumultueuse encore la confrontation de la créature et de la Création dans Les figures : l'épigraphe de Dante précède un extrait de Milton. « Satan découvre l'immense gouffre entre l'Enfer et le Ciel »...
Nouvelles et romans, difficilement classables, s'inspirent d'écrivains chercheurs tels que Jünger, Mann, Hermann Hesse ou Robert Musil. Ici, la pensée, sans théoriser, s'élabore comme une enquête indissociable du récit. Les personnages ne disparaissent jamais derrière les idées, ils en sont les fidèles soutiens au gré d'expériences parfois limites.

## Publications
- La Robe, Paris, José Corti Éditions, coll. « Domaine français », 2006, 122 p. (ISBN 978-2714309082, présentation en ligne)[3]
- La Véranda, Paris, José Corti Éditions, coll. « Domaine français », 2007, 158 p. (ISBN 978-2714309334, présentation en ligne)[4]
- Flowerbone, Paris, José Corti Éditions, coll. « Domaine français », 2008, 156 p. (ISBN 978-2714309631, présentation en ligne)[5]
- Les Figures, Paris, José Corti Éditions, coll. « Domaine français », 2008, 211 p. (ISBN 978-2714309792, présentation en ligne)[6], Prix Virilo 2008
- Rien à trouver, CIRCA 1924, 2008,  (ISBN 2915715122)
- U-Boot, Paris, José Corti Éditions, coll. « Domaine français », 2009, 190 p. (ISBN 978-2714310019, présentation en ligne)[7]
- Nora, Paris, José Corti Éditions, coll. « Domaine français », 2010, 286 p. (ISBN 978-2714310361, présentation en ligne)[8],[9]
- Mammon, Paris, José Corti Éditions, coll. « Domaine français », 2011, 290 p. (ISBN 978-2714310644, présentation en ligne)
- Les Contes d'Orsanne, Paris, José Corti Éditions, coll. « Domaine français », 2012, 258 p. (ISBN 978-2-7143-1088-0, présentation en ligne)
- L’homme qui s’aime, Le Tripode, 2014, 320 p.  (ISBN 978-2-37055-030-9)

- Sélection Prix Mauvais genres 2015Le Majestic, Éditions Le Tripode, 2016, 200 p.  (ISBN 978-2-370-55091-0)
• Le Majestic, Éditions Le Tripode, 2016, 200 p.  (ISBN 978-2-370-55091-0)
- L'Eau-forte, Paris : Phb Éditions, 2020, 239 p.  (ISBN 1093732369)
- Le Renvers, Paris : Quidam, 2021, 276 p.  (ISBN 978-2-37491-166-3)
- Écriture en écho, en collaboration avec Corinne Jeanson Valleggia, Paris : Phb Éditions, 2021, 165 p.  (ISBN 9791093732558)
- L'Homme qui s'aime, deuxième parution modifiée, Paris : Le Tripode (2023 en littérature), 288 Pages,  (ISBN 2370553383)
- Huitains, 2 -en collaboration avec Corinne Jeanson Valleggia- Paris : PhB Éditions, 2023, 178 p.  (ISBN 979-10-93732-76-3) en coll

• Les Bêtes Blanches, en collaboration avec Jean-Marc Rochette, 12 mars 2025, 168 pages, éditions Les Étages,  (ISBN 2957712962)